# 生物名に由来する小惑星の一覧
生物名に由来する小惑星の一覧（せいぶつめいにゆらいするしょうわくせいのいちらん）では、命名の由来が生物（人間以外）の名前である小惑星を列記する。
括弧内は小惑星番号である。1950年代以前に命名されたものは公式の語源が記録されていないため、語源が確実でないものもある。

## 哺乳類
表記内容は左から順に、小惑星番号と欧字表記、日本語表記、特記事項（主に由来対象を表記）。
#絶滅動物も見よ。
- (1320) インパラ (Impala) - インパラの英語名
- (1838) ウルサ (Ursa) - クマのラテン語名
- (2089) ケタケア (Cetacea) - クジラ類のラテン語名
- (4198) (Panthera) - ヒョウのラテン語名
- (5026) (Martes) - マツテンおよびムナジロテンの学名
- (6827) ウォンバット (Wombat) - ウォンバットの英語名
- (7334) (Sciurus) - リス属の学名
- (13351) (Zibeline) - クロテンのフランス語名
- (263251) (Pandabear) - ジャイアントパンダの英語名

## 鳥類
#絶滅動物も見よ。
- (701) オリオーラ (Oriola) - コウライウグイス族のラテン語名
- (702) アラウダ (Alauda) - ヒバリ属（en）の学名
- (706) ヒルンド (Hirundo) - ツバメ属（en）の学名
- (709) フリンギラ (Fringilla) - アトリ科アトリ属の鳥の学名
- (713) ルスキニア (Luscinia) - ノゴマ属の鳥の学名
- (714) ウルラ (Ulula) - フクロウのラテン語名
- (1671) チャイカ (Chaika) - カモメのロシア語名
- (2188) オリョーノク (Orlenok) - 「鷲の子」のロシア語名
- (2731) (Cucula) - カッコウのラテン語名
- (2868) (Upupa) - ヤツガシラ属の学名
- (3818) (Gorlitsa) - キジバトのウクライナ語名
- (4471) (Graculus) - ベニハシガラスのラテン語名
- (5064) 丹頂鶴 (Tanchozuru) - タンチョウの和名の一つ
- (6790) (Pingouin) - オオハシウミガラス属（オオハシウミガラスと絶滅したオオウミガラスを含む）
- (7613) (ʻAkikiki) - カウアイキバシリ (en) のハワイ語名（ハワイミツスイ類）
- (8433) (Brachyrhynchus) - コザクラバシガンの学名
- (8434) (Columbianus) - コハクチョウの学名
- (8435) (Anser) - ハイイロガンの学名
- (8436) (Leucopsis) - カオジロガンの学名
- (8437) (Bernicla) - コクガンの学名
- (8438) (Marila) - スズガモの学名
- (8439) (Albellus) - ミコアイサの学名
- (8440) (Wigeon) - ヒドリガモの英語名 "Wigeon"
- (8441) (Lapponica) - オオソリハシシギの学名
- (8442) (Ostralegus) - ミヤコドリの学名
- (8443) (Svecica) - オガワコマドリの学名
- (8585) (Purpurea) - ムラサキサギの学名
- (8586) (Epops) - ヤツガシラの学名
- (8587) (Ruficollis) - カイツブリの学名
- (8588) (Avosetta) - ソリハシセイタカシギの学名
- (8589) (Stellaris) - サンカノゴイの学名
- (8590) (Pygargus) - ヒメハイイロチュウヒの学名
- (8591) (Excubitor) - オオモズの学名
- (8592) (Rubetra) - マミジロノビタキの学名
- (8593) (Angustirostris) - ウスユキガモの学名
- (8594) (Albifrons) - コアジサシの学名
- (8595) (Dougallii) - ベニアジサシの学名
- (8596) (Alchata) - シロハラサケイ (en) の学名
- (8597) (Sandvicensis) - サンドイッチアジサシの学名
- (8598) (Tetrix) - クロライチョウの学名
- (8599) (Riparia) - ショウドウツバメの学名
- (8600) (Arundinaceus) - ニシオオヨシキリの学名
- (8601) (Ciconia) - シュバシコウの学名
- (8602) (Oedicnemus) - イシチドリの学名
- (8603) (Senator) - ズアカモズ (en) の学名
- (8750) (Nettarufina) - アカハシハジロの学名
- (8751) (Nigricollis) - ハジロカイツブリの学名
- (8752) (Flammeus) - コミミズクの学名
- (8753) (Nycticorax) - ゴイサギの学名
- (8754) (Leucorodia) - ヘラサギの学名
- (8755) (Querquedula) - シマアジの学名
- (8756) (Mollissima) - ホンケワタガモの学名
- (8757) (Cyaneus) - ハイイロチュウヒの学名
- (8758) (Perdix) - ヨーロッパヤマウズラの学名
- (8759) (Porzana) - コモンクイナの学名
- (8760) (Crex) - ウズラクイナの学名
- (8761) (Crane) - ツルの英語名 "Crane"
- (8762) (Hiaticula) - ハジロコチドリの学名
- (8763) (Pugnax) - エリマキシギの学名
- (8764) (Gallinago) - タシギの学名
- (8765) (Limosa) - オグロシギの学名
- (8766) (Niger) - ハシグロクロハラアジサシの学名
- (8767) (Commontern) - アジサシの英語名 "Common tern"
- (8768) (Barnowl) - メンフクロウの英語名 "Barn Owl"
- (8769) (Arctictern) - キョクアジサシの英語名 "Arctic tern"
- (8770) (Totanus) - アカアシシギの学名
- (8771) (Biarmicus) - ヒゲガラの学名
- (8772) (Minutus) - ヒメカモメの学名
- (8773) (Torquilla) - アリスイの学名
- (8774) (Viridis) - ヨーロッパアオゲラの学名
- (8775) (Cristata) - カンムリヒバリの学名
- (8776) (Campestris) - ムジタヒバリ (en) の学名
- (8777) (Torquata) - ノビタキの学名
- (8959) (Oenanthe) - ハシグロヒタキの学名
- (8960) (Luscinioides) - ヌマセンニュウ (en) の学名
- (8961) (Schoenobaenus) - スゲヨシキリ (en) の学名
- (8962) (Noctua) - コキンメフクロウの学名
- (8963) (Collurio) - セアカモズの学名
- (8964) (Corax) - ワタリガラスの学名
- (8965) (Citrinella) - キアオジの学名
- (8966) (Hortulana) - ズアオホオジロの学名
- (8967) (Calandra) - ハタホオジロ (en) の学名
- (8968) (Europaeus) - ヨーロッパヨタカの学名
- (8969) (Alexandrinus) - シロチドリの学名
- (8970) (Islandica) - キタホオジロガモの学名
- (8971) (Leucocephala) - カオジロオタテガモの学名
- (8972) (Sylvatica) - ヒメミフウズラ (en) の学名
- (8973) (Pratincola) - ニシツバメチドリの学名
- (8974) (Gregaria) - マミジロゲリ (en) の学名（シノニム）
- (8975) (Atthis) - カワセミの学名
- (8976) (Leucura) - クロサバクヒタキ (en) の学名
- (8977) (Paludicola) - ハシボソヨシキリ (en) の学名
- (8978) (Barbatus) - ヒゲワシの学名
- (8979) (Clanga) - カラフトワシの学名
- (8980) (Heliaca) - カタシロワシの学名
- (9488) (Huia) - ホオダレムクドリのマオリ語名
- (16421) (Roadrunner) - オオミチバシリの英語名
- (361267) (ʻIʻiwi) - ベニハワイミツスイのハワイ語名
- (515812) (Pueo) - プエオのハワイ語名

## 爬虫類
#絶滅動物も見よ。
- (7464) (Vipera) - クサリヘビ科（特にヨーロッパクサリヘビ）の学名

## 両生類
該当なし。

## 魚類
- (10776) (Musashitomiyo) - ムサシトミヨ

## 無脊椎動物
- (16794) (Cucullia) - Cucullia asteroides（ヤガ科セダカモクメ亜科）
- (18399) てんとうむし (Tentoumushi) - テントウムシ
- (29431) しじみ (Shijimi) - シジミ

## 絶滅動物
- (6043) (Aurochs) - オーロックスの英語名
- (6336) (Dodo) - ドードーの英語名
- (8564) アノマロカリス (Anomalocaris) - アノマロカリスの学名
- (9488) (Huia) - ホオダレムクドリのマオリ語名
- (9860) (Archaeopteryx) - 始祖鳥の学名
- (9879) (Mammuthus) - マンモスの学名
- (9880) (Stegosaurus) - ステゴサウルスの学名
- (9937) (Triceratops) - トリケラトプスの学名
- (9941) イグアノドン (Iguanodon) - イグアノドンの学名
- (9949) ブロントサウルス (Brontosaurus) - アパトサウルスの異名「ブロントサウルス」
- (9951) ティラノサウルス (Tyrannosaurus) - ティラノサウルスの学名
- (9954) ブラキオサウルス (Brachiosaurus) - ブラキオサウルスの学名
- (12349) (Akebonozou) - アケボノゾウ
- (14880) (Moa) - モア

## 真菌類
該当なし。

## 植物
- (759) ヴィニフェラ (Vinifera) - ヨーロッパブドウの学名
- (935) クリヴィア (Clivia) - クンシラン属の学名
- (943) ベゴニア (Begonia) - ベゴニアの学名
- (957) カメリア (Camelia) - ツバキ属の学名
- (968) ペチュニア (Petunia) - ペチュニア
- (970) プリムラ (Primula) - サクラソウ属の学名
- (973) アラリア (Aralia) - タラノキ属の学名
- (1054) フォルシティア (Forsytia) - レンギョウ属 (en) の学名
- (1056) アザレア (Azalea) - アザレア
- (1060) マグノリア (Magnolia) - モクレン属の学名
- (1061) パエオニア (Paeonia) - ボタン属の学名
- (1063) アクイレギア (Aquilegia) - オダマキ属の学名、ラテン語名
- (1064) アエトゥサ (Aethusa) - イヌニンジン属 (en) の学名（セリ科の1属）
- (1066) ロベリア (Lobelia) - ルリミゾカクシ（ロベリア）
- (1067) ルナリア (Lunaria) - ゴウダソウ属の学名（アブラナ科の1属）
- (1070) トゥーニカ (Tunica) - イヌコモチナデシコ属 (en) の学名
- (1072) マルヴァ (Malva) - ゼニアオイ属の学名
- (1076) ヴィオラ (Viola) - スミレ
- (1077) カンパニュラ (Campanula) - カンパニュラ（ツリガネソウ）
- (1078) メンタ (Mentha) - ハッカ属の学名
- (1079) ミモサ (Mimosa) - オジギソウ属の学名
- (1080) オルキス (Orchis) - オルキス属 (en) （ラン科植物）の学名
- (1081) レセダ (Reseda) - モクセイソウ属 (en) の学名（cf.モクセイソウ科）
- (1082) ピロラ (Pirola) - イチヤクソウ属の学名
- (1083) サルビア (Salvia) - サルビア
- (1085) アマリリス (Amaryllis) - アマリリス
- (1087) アラビス (Arabis) - ヤマハタザオ属 (en) の学名（アブラナ科の1属）
- (1091) スピラエア (Spiraea) - シモツケ属の学名
- (1092) リリウム (Lilium) - ユリの学名
- (1095) トゥーリパ (Tulipa) - チューリップ属の学名
- (1097) ヴィキア (Vicia) - ソラマメ属の学名
- (1100) アルニカ (Arnica) - ウサギギク属（アルニカ属）の学名
- (1101) クレマティス (Clematis) - クレマチス
- (1104) シリンガ (Syringa) - ハシドイ属 (en) の学名（モクセイ科の1属）
- (1105) フラガリア (Fragaria) - オランダイチゴ属の学名
- (1106) キドニア (Cydonia) - マルメロ属の学名
- (1218) (Aster) - シオン属の学名
- (1220) (Crocus) - クロッカスの学名
- (1227) (Geranium) - フウロソウ属の学名
- (1228) (Scabiosa) - マツムシソウ属の学名
- (1229) (Tilia) - シナノキ属の学名
- (1231) (Auricula) - オーリキュラ
- (1232) (Cortusa) - サクラソウモドキ属 (en) の学名（cf. サクラソウ科#分類・形態・分布）
- (1233) (Kobresia) - ヒゲハリスゲ属の学名
- (1234) (Elyna) - スゲ属 (Carex) のシノニム
- (1250) (Galanthus) - スノードロップ（ガランサス属）の学名
- (1251) (Hedera) - キヅタ属の学名
- (1270) (Datura) - チョウセンアサガオ属の学名
- (1318) ネリナ (Nerina) - ネリネ属
- (1319) ディサ (Disa) - ディサ属
- (4291) (Kodaihasu) - 日本で発掘された弥生時代以前のハスの実から育った大賀ハスの別名
- (4494) (Marimo) - マリモ
- (6027) (Waratah) - ワラタ (en) （ヤマモガシ科、オーストラリアの固有種）
- (6786) 満天星 (Doudantsutsuji) - ドウダンツツジの漢字名
- (7666) (Keyaki) - ケヤキ
- (8493) やちぼうず (Yachibozu) - 谷地坊主（cf.スゲ属#生育環境）
- (8643) (Quercus) - オークの学名
- (8644) (Betulapendula) - オウシュウシラカンバ (en) の学名
- (8647) (Populus) - ポプラ（ヤマナラシ属）の学名
- (8648) (Salix) - ヤナギ属の学名
- (8649) (Juglans) - クルミの学名
- (8652) (Acacia) - アカシア
- (8656) (Cupressus) - イトスギの学名
- (8657) (Cedrus) - ヒマラヤスギ属の学名
- (8833) (Acer) - サトウカエデなどのカエデ科の学名
- (8834) (Anacardium) - カシューナットノキなどのウルシ科の学名
- (8835) (Annona) - バンレイシなどのバンレイシ科の学名
- (8836) (Aquifolium) - セイヨウヒイラギなどのモチノキ科の学名
- (8850) (Bignonia) - ツリガネカズラなどのノウゼンカズラ科の学名
- (8852) (Buxus) - セイヨウツゲなどのツゲ科の学名
- (8856) (Celastrus) - ツルウメモドキなどのニシキギ科の学名
- (8857) (Cercidiphyllum) - カツラなどのカツラ科の学名
- (8858) (Cornus) - ハナミズキなどのミズキ科の学名
- (8872) (Ebenum) - コクタンなどのカキノキ科の学名
- (8886) (Elaeagnus) - ヤナギバグミなどのグミ科の学名
- (9019) (Eucommia) - トチュウの学名
- (9020) (Eucryphia) - ウルモ (en) などのエウクリフィア科の学名
- (9021) (Fagus) - アメリカブナやヨーロッパブナなどのブナ科の学名
- (9040) (Flacourtia) - インドルカム (en) などのイイギリ科の学名
- (9053) (Hamamelis) - アメリカマンサク (en) などのマンサク科の学名
- (9054) (Hippocastanum) - セイヨウトチノキなどのトチノキ科の学名
- (9203) (Myrtus) - ギンバイカなどのフトモモ科の学名
- (9242) (Olea) - オリーブなどのモクセイ科の学名
- (9306) (Pittosporum) - レモンウッド (en) などのトベラ科の学名
- (9309) (Platanus) - モミジバスズカケノキなどのスズカケノキ科の学名
- (9313) (Protea) - プロテアなどのヤマモガシ科の学名
- (9316) (Rhamnus) - カスカラサグラダ (en) などのクロウメモドキ科の学名
- (9326) (Ruta) - ヘンルーダなどのミカン科の学名
- (10226) 聖紫花 (Seishika) - セイシカ
- (11127) (Hagi) - ハギ
- (12278) (Kisohinoki) - 木曽産のヒノキ
- (12435) すだち (Sudachi) - スダチ
- (13116) (Hortensia) - アジサイのフランス語名
- (13198) (Banpeiyu) - 晩白柚
- (15736) (Hamanasu) - ハマナス
- (16598) (Brugmansia) - キダチチョウセンアサガオ属の学名
- (16730) (Nijisseiki) - ナシの一品種・二十世紀
- (16731) (Mitsumata) - ミツマタ
- (19019) (Sunflower) - ヒマワリの英語名
- (22280) (Mandragora) - マンドラゴラ属
- (22494) (Trillium) - カナダ・オンタリオ州の州花トリリウム・グランディフロルム (Trillium grandiflorum)
- (85197) (Ginkgo) - イチョウ属の学名
- (102617) (Allium) - ネギ属の学名
- (102619) (Crespino) - メギ属のイタリア語名
- (151997) (Bauhinia) - バウヒニアの学名
- (255587) (Gardenia) - クチナシ属の学名
- (335799) (Zonglü) - シュロの中国語名

## 生物学名
- (4967) (Glia) - グリア細胞のラテン語名（その語源は膠のギリシア語名）

## 個体名
- (482) ペトリーナ (Petrina) - 発見者の飼い犬の名（ドイツ語）
- (483) セッピナ (Seppina) - 発見者の飼い犬の名（ドイツ語）
- (2309) ミスター・スポック (Mr. Spock) - SF作品『スター・トレック』シリーズの登場人物を名祖とする、発見者の飼い猫の名（アメリカ英語）
- (2474) ルビ (Ruby) - 飼い犬の名（チェコ語）
- (9489) (Tanemahuta) - ワイポウア森林保護区にある巨木「タネ・マフタ」（マオリ語）
- (14443) (Sekinenomatsu) - 青森県三戸町にある天然記念物「関根の松」
- (95962) コピート (Copito) - バルセロナ動物園の白いゴリラ「コピート・デ・ニエベ (Copito de Nieve)」（スペイン語）
- (161975) (Kincsem) - ハンガリーの競走馬「キンチェム」